# Cortinarius chrysma
Cortinarius chrysma är en svampart som beskrevs av Soop 1998. Cortinarius chrysma ingår i släktet Cortinarius och familjen spindlingar.   Inga underarter finns listade i Catalogue of Life.